# Edward Daniel Howard
Edward Daniel Howard (* 5. November 1877 in Cresco, Iowa; † 2. Januar 1983 in Beaverton, Oregon) war ein US-amerikanischer römisch-katholischer Geistlicher. Howard war von 1926 bis 1966 Erzbischof des Erzbistums Portland in Oregon.

## Leben
Edward Howard, der Sohn von John Howard, einem irischen Einwanderer und dessen Frau Mary, wuchs auf einer Farm in Howard County, im Nordosten Iowas auf. Er absolvierte das Loras College in Dubuque, später das St. Mary's College in Kansas wie auch die Saint Paul Seminary School of Divinity in Minnesota.
Am 12. Juni 1906 wurde Howard von Erzbischof John Ireland zum Priester geweiht. Im Anschluss daran kehrte er ans St. Joseph College nach Dubuque zurück, wo er als Professor Griechisch und Latein an der dortigen High School unterrichtete. 1908 wurde er Direktor der High School und im Jahr 1916 Dekan der gesamten Fakultät. Von 1921 bis 1924 diente er als Kanzler.
Papst Pius XI. ernannte Howard am 23. Dezember 1923 zum Weihbischof des Bistums Davenport sowie zum Titularbischof von Isaura. Die Bischofsweihe spendeten ihm am 8. April 1924 Austin Dowling, Erzbischof von Saint Paul and Minneapolis. Mitkonsekratoren waren die Bischöfe Daniel Mary Gorman von Boise City und Thomas William Drumm von Des Moines.
Nach dem Tod des Erzbischofs von Oregon-City Alexander Christie am 6. April 1925, folgte ihm Howard am 30. April 1926 ins Amt nach. Am 26. August 1926 wurde Howard in der St. Mary's Cathedral in Portland feierlich ins Amt eingeführt. Am 26. September 1928 wurde der Name des Bistums in Erzbistum Portland in Oregon geändert.
Edward Howard stand insgesamt 40 Jahre lang als Bischof seinem Bistum vor. Während dieser Zeit setzte er sich für Ordensgemeinschaften wie die Vinzenzgemeinschaft ein und ließ veranlassen, den Catholic Sentinel, eine an der Westküste publizierte Fachzeitschrift aus privater Hand wieder in die Aufsicht der Kirche übergehen zu lassen. 1939 gründete er die Central Catholic High School in Portland. Im selben Jahr wurde er von Papst Pius XII. mit dem Titel Päpstlicher Thronassistent geehrt. 1935 hielt er eine Synode für die Priester in seinem Bistum ab; auch nahm er von 1962 bis 1965 an allen vier Sitzungsperioden des Zweiten Vatikanischen Konzils teil.
Am 9. Dezember 1966 nahm Papst Paul VI. den Rücktritt des mittlerweile 89-jährigen Erzbischofs an. Gleichzeitig ernannte er ihn zum Titularbischof von Albulae, welchem Howard jedoch nur pro hac vice vorstand. Danach zog sich Howard in ein Altenheim in Beaverton zurück. 
Hier starb Edward Daniel Howard Anfang Januar 1983 im Alter von 105 Jahren. Bei seinem Tod war er der älteste lebende Prälat weltweit.